# Torvaj
Torvaj is een plaats (község) en gemeente in het Hongaarse comitaat Somogy. Torvaj telt 317 inwoners (2001).